# 徳島県立吉野川高等学校
徳島県立 吉野川高等学校（とくしまけんりつ よしのがわこうとうがっこう、英称:Tokushima Prefectural Yoshinogawa High School）は、徳島県吉野川市鴨島町喜来に所在する公立の高等学校。

## 設置学科
農業科
- 農業科学科
- 生物活用科

商業科
- 会計ビジネス科
- 情報ビジネス科
- 食ビジネス科

## 沿革
- 2012年（平成24年）4月1日 - 徳島県立阿波農業高等学校と徳島県立鴨島商業高等学校が統合し徳島県立吉野川高等学校となる。
- 2012年（平成24年）4月9日 - 開校式挙行。

## 校歌
徳島県立吉野川高等学校
- 紀野恵 作詞 / 川人伸二 作曲

## 部活動

### 体育部
- バレーボール
- バスケットボール
- バドミントン
- 硬式野球
- サッカー
- ラグビー
- 卓球
- ボクシング

### 文化部
- 情報処理・コンピューター
- 書道
- 美術
- 社会問題研究
- ボランティア（JRC・インターアクト）
- 簿記
- 計算事務
- 園芸・華道
- 漫画研究
- 茶道
- 手芸
- 写真
- アグリクラブ
- スキルアップクラブ

### 同好会
- 空手道
- 初級ビジネス

## 卒業生
徳島県立鴨島商業高等学校
- 国岡恵治(元プロ野球選手)
- 板東陽司(元プロ野球選手)